# Płaskolepek odchodowy
Płaskolepek odchodowy (Cystobasidium fimetarium (Schumach.) P. Roberts) – gatunek grzybów należący do rodziny Cystobasidiaceae.

## Systematyka i nazewnictwo
Pozycja w klasyfikacji według Index Fungorum: Cystobasdium, Cystobasidiaceae, Cystobasidiales, Incertae sedis, Cystobasidiomycetes, Pucciniomycotina, Basidiomycota, Fungi.
Po raz pierwszy opisał go w 1997 r. Heinrich Christian Friedrich Schumacher, nadając mu nazwę Remella fimetaria. Obecną nazwę nadał mu Peter Roberts w 1999 r. Pozostałe synonimy:

- Achroomyces fimetarius (Schumach.) Wojewoda 1977
- Cystobasidium lasioboli (Lagerh.) Neuhoff 1924
- Exobasidium fimetarium (Schumach.) Lapl. 1894
- Helicobasidium fimetarium (Schumach.) Boud. 1887
- Jola lasioboli Lagerh. 1898
- Platygloea fimetaria (Schumach.) Höhn. 1917

Nazwę polską zarekomendował w 2003 r. Władysław Wojewoda dla naukowej nazwy Platygloea fimetaria. Po przeniesieniu do rodzaju Cystobasidium nazwa ta stała się niespójna z aktualną nazwą naukową.

## Morfologia i rozwój
Owocniki
W postaci woskowo-galaretowatatych grudek o średnicy 1–2 mm, ale często w postaci gęsto upakowanych, małych skupisk pręcików. Pojedynczy owocnik jest matowy, jasnoróżowy do jasnofioletowego, starsze owocniki stają się znacznie bledsze.
Cechy mikroskopowe
Zarodniki w widoku z przodu elipsoidalne, z boku migdałowate, z wyraźnym wierzchołkiem; (7)7,5–10,5(11) × 3,5–4,5(5) μm. Kiełkują bocznie tworząc wypustki z wtórnymi zarodnikami. Podstawki 4-zarodnikowe, 34–48 × 3–4 μm, z każdej komórki podstawnej wyrastają bocznie krótkie, czasami gwałtownie wygięte, przysadziste sterygmy 4–17 × 2,5–3  o szerokości 1,5-3 pm, czasami także rozwidlone. Strzępki o szerokości 1,5-3  o szerokości 1,5-3 pm, częściowo z bocznymi wypustkami i przeważnie ze sprzążkami. Strzępki tworzące ssawki utrzymują ekscypulum za pomocą strzępek kotwiczących u podstawy, a także pojedynczych, grubościennych włosków przypominające szczecinki.
Fizjologia
Jest grzybem dymorficznym z grupy drożdży podstawkowych; może występować zarówno w postaci strzępkowej, jak i drożdżowej.

## Występowanie i siedlisko
Podano jego występowanie w niektórych krajach Europy oraz w Ameryce Północnej i Południowej. W Polsce w 2003 r. W. Wojewoda przytoczył dwa stanowiska.
Saprotrof, grzyb koprofilny. W Polsce podano jego występowanie na odchodach królików w hodowli. Jego forma drożdżowa jest pasożytem koprofilnych workowców, m.in. włochatka końskiego (Lasiobolus papillatus), a także innych gatunków koprofilnych z rodzajów Lasiobolus i Thelebolus.